# Прилози за словеначки национални програм
Прилози за словеначки национални програм (словен. Prispevki za slovenski nacionalni program), позната и као Нова ревија 57 или 57. издање Нове ревије (словен. 57. številka Nove revije) био је специјални број словеначког опозиционог интелектуалног часописа Нова ревија, објављен у јануару 1987. године. Садржао је 16 чланака некомунистичких и антикомунистичких дисидената у Социјалистичкој Републици Словенији у којима се расправљало о могућностима и условима за демократизацију Словеније и постизање пуног суверенитета. Издат је као реакција на Меморандум Српске академије наука и уметности и на растуће централистичке тежње унутар Савеза комуниста Југославије.
Аутори прилога анализирали су различите аспекте политичких и друштвених прилика у Словенији, посебно у њеним односима према Југославији. Већина дописника позвала је на успостављање суверене, демократске и плуралистичке словеначке државе, иако директни захтеви за независност нису изречени.
Публикација је изазвала скандал широм Југославије. Уредници Нове ревије  позвани су да се бране у јавној расправи коју је организовала Социјалистички савез радног народа, по указу државе. Уредништво је било принуђено да поднесе оставку, али ни против једног аутора није вођен јавни поступак, а часопис је могао да настави да излази без ограничења.
Публикације се обично сматрају директним уводом у  Словеначко пролеће, што је масовни политички покрет за демократизацију који је започео следеће године протестима против афере ЈБТЗ, односно суђења четворици новинара које је ухапсила југословенска војна полиција.
У наредним годинама многи аутори прилога постали су активни у политичким партијама коалиције ДЕМОС, посебно у Словеначкој демократској заједници.

## Прилози
- Тине Хрибар: Словенска државност
- Иван Урбанчич: Југословенска „националистичка криза“ и Словенци у перспективи краја нације
- Димитриј Рупел: Одговор на словеначко национално питање
- Споменка Хрибар: Авангардна мржња и помирење
- Вељко Наморш: О употреби словеначког језика у Југословенској народној армији
- Аленка Гољавшчек: Архаично и грађанско
- Јоже Пучник: Политички систем цивилног друштва
- Грегор Томц: Цивилно друштво у словеначком социјализму
- Франце Бучар: Правно уређење Словенаца као народа
- Петер Јамбрек: Право на самоопредељење словеначког народа
- Јанез Јеровшек: Словеначки универзитет јуче, данас, сутра
- Вељко Рус: Словенци и интегративна социјална политика
- Марјан Рожанц: Неке ирационалне димензије
- Јоже Сној: Савремени хришћанин и апсурд словеначког идентитета
- Драго Јанчар: Словенско изгнанство
- Нико Графенауер: Облици словеначког самоубиства